# Yana Zvereva
Iana Aleksandrovna Zvereva (en Russe : Яна Александровна Зверева), née le 6 mars 1989 à Kalinine, est une escrimeuse russe. Elle est double championne du monde par équipes (2013 et 2014).

## Carrière
Zvereva débute l'escrime à l'âge de douze ans. Quatre ans lui suffisent à intégrer l'équipe junior de Russie avec laquelle elle remporte, en 2006, le championnat d'Europe junior par équipes à Poznań, puis en 2009 le championnat du monde par équipes à Belfast.
En séniors, Zvereva obtient son premier podium en 2008 lors du tournoi de la coupe du monde d'escrime organisé à Lobnya, avant de retomber quelques années dans l'anonymat. Lors de la coupe du monde d'escrime 2012-2013, elle réapparait avec une victoire à Leipzig. Aux championnats du monde de Budapest, elle s'incline en quarts de finale en individuel contre la hongroise Emese Szász, mais triomphe par équipes à la suite de victoires contre l'Italie, la Roumanie puis la Chine  en finale. 
L'équipe de Russie glane deux nouvelles médailles internationales en 2014, l'argent aux championnats d'Europe d'escrime 2014. En finale, contre la Roumanie, Zvereva donne trois touches d'avance à son équipe en dominant Ana Maria Brânză avant le dernier relais. La Roumanie renverse la situation pour s'imposer par 38 à 34. L'équipe russe parvient en revanche à conserver son titre de championne du monde à domicile, à Kazan. Seulement troublées par la Corée du Sud en quarts de finale, les russes enchaînent avec de larges victoires contre la Hongrie et l'Estonie. Sur le plan individuel, Zvereva décroche cette saison un nouveau podium (2e à Barcelone) et atteint en fin de saison son meilleur classement personnel (11e).

## Palmarès
- Championnats du monde d'escrime
  -  Championne du monde par équipes aux championnats du monde d'escrime 2014 à Kazan
  -  Championne du monde par équipes aux championnats du monde d'escrime 2013 à Budapest

- Championnats d'Europe d'escrime
  -  Médaille d'argent par équipes aux championnats d'Europe d'escrime 2014 à Strasbourg